# 大猴胡桃

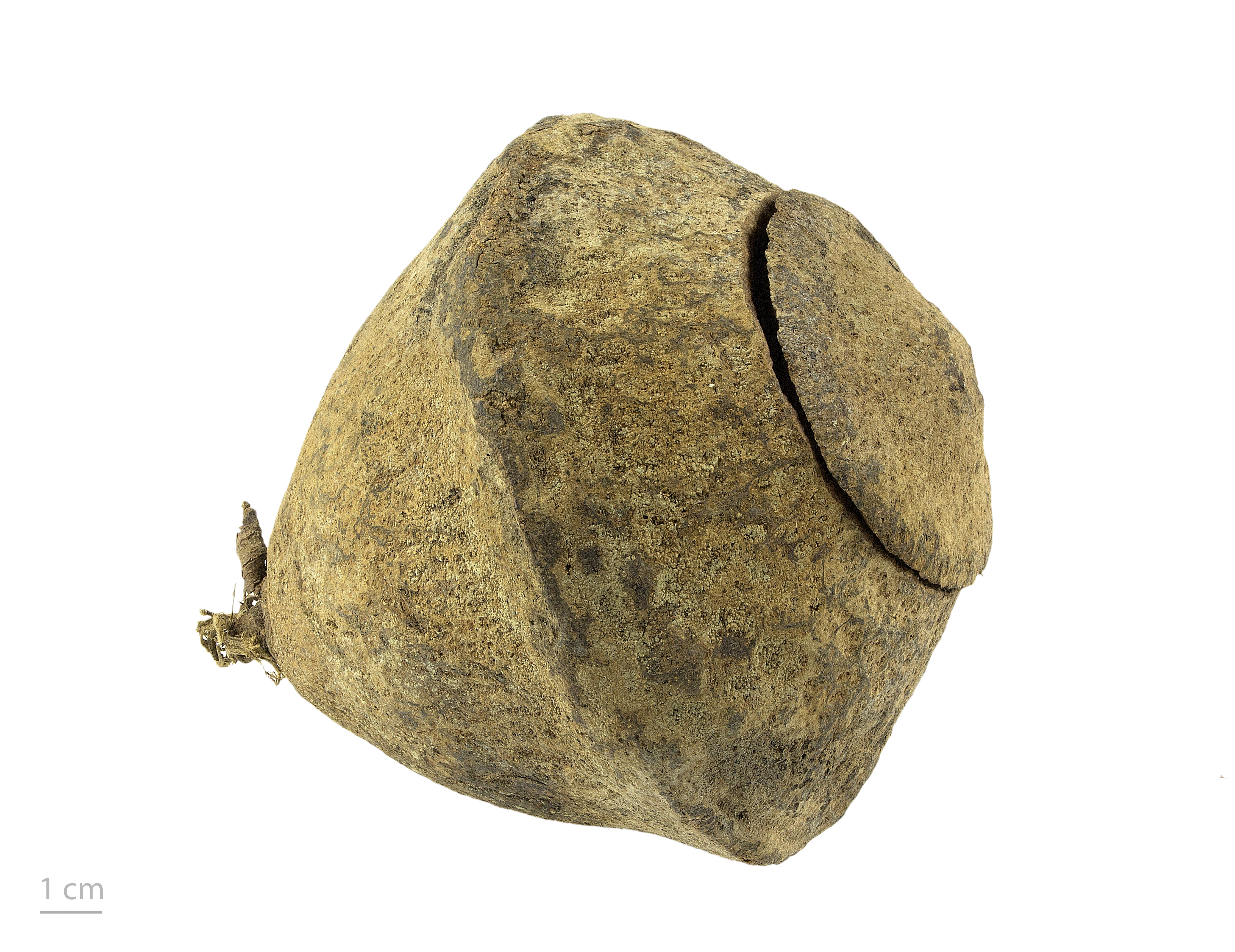
Lecythis zabucajo”

大猴胡桃（学名：Lecythis zabucajo）为玉蕊科玉蕊屬下的一个种。